# Andrea Nahles
Andrea Maria Nahles (Mendig, 20 de junho de 1970) é uma política alemã. Desde 22 de abril de 2018 é presidente do Partido Social-Democrata da Alemanha (SPD) e desde 27 de setembro de 2017 é líder do grupo parlamentar do SPD no Bundestag. Anteriormente, foi Ministra Federal do Trabalho e Assuntos Sociais no Governo Merkel III de 2013 a 2017 e de 2009 a 2013 foi Secretária-geral do SPD.
Nahles nasceu em Mendig e cresceu em Weiler onde ainda mora com a filha. Formou-se no Megina-Gymnasium em Mayen. Estudou Ciência política e literatura na Universidade de Bonn onde concluiu um mestrado em Germanística moderna e antiga. 